# Liebenswiller
Liebenswiller je občina v departmaju Haut-Rhin francoske regije Alzacija.
Leta 1990 je v občini živelo 159 oseb oz. 41 oseb/km².